# العلاقات السودانية الإثيوبية
العلاقات السودانية الإثيوبية هي العلاقات الثنائية التي تجمع بين السودان وإثيوبيا.

## مقارنة بين البلدين
هذه مقارنة عامة ومرجعية للدولتين:
| وجه المقارنة                                              | السودان                     | إثيوبيا                        |
| --------------------------------------------------------- | --------------------------- | ------------------------------ |
| المساحة (كم2)                                             | 1.89 مليون                  | 1.10 مليون                     |
| عدد السكان (نسمة)                                         | 40.53 مليون                 | 104.96 مليون                   |
| الكثافة السكانية (ن./كم²)                                 | 21.44                       | 95.42                          |
| العاصمة                                                   | الخرطوم                     | أديس أبابا                     |
| اللغة الرسمية                                             | اللغة العربية، لغة إنجليزية | اللغة الأمهرية                 |
| العملة                                                    | جنيه سوداني                 | بير إثيوبي                     |
| الناتج المحلي الإجمالي (بليون دولار)                      | 117.49 مليار                | 80.56 مليار                    |
| الناتج المحلي الإجمالي (تعادل القوة الشرائية) بليون دولار | 176.55 مليار                | 161.90 مليار                   |
| الناتج المحلي الإجمالي الاسمي للفرد دولار أمريكي          | 2.41 ألف                    | 619                            |
| الناتج المحلي الإجمالي للفرد دولار أمريكي                 | 4.07 ألف                    | 1.50 ألف                       |
| مؤشر التنمية البشرية                                      | 0.479                       | 0.442                          |
| رمز المكالمات الدولي                                      | +249                        | +251                           |
| رمز الإنترنت                                              | سودان                       | .et                            |
| المنطقة الزمنية                                           | ت ع م+03:00، ت ع م+02:00    | ت ع م+03:00، توقيت شرق أفريقيا |

## مدن متوأمة
في ما يلي قائمة باتفاقيات التوأمة بين مدن سودانية وإثيوبية:
- ترتبط الخرطوم مع أديس أبابا باتفاقية توأمة منذ 1993.

## منظمات دولية مشتركة
يشترك البلدان في عضوية مجموعة من المنظمات الدولية، منها:
| علم المنظمة | اسم المنظمة                                 | تاريخ انضمام السودان | تاريخ انضمام إثيوبيا |
| ----------- | ------------------------------------------- | -------------------- | -------------------- |
|             | الاتحاد البريدي العالمي                     | ?                    | ?                    |
|             | مؤسسة التنمية الدولية                       | 24 سبتمبر 1960       | 11 أبريل 1961        |
|             | منظمة حظر الأسلحة الكيميائية                | ?                    | ?                    |
|             | الأمم المتحدة                               | 12 نوفمبر 1956       | 13 نوفمبر 1945       |
|             | الاتحاد الأفريقي                            | ?                    | ?                    |
|             | وكالة ضمان الاستثمار متعدد الأطراف          | 7 نوفمبر 1991        | 13 أغسطس 1991        |
|             | منظمة الشرطة الجنائية الدولية               | ?                    | ?                    |
|             | مؤسسة التمويل الدولية                       | 21 أكتوبر 1960       | 20 يوليو 1956        |
|             | مجموعة دول أفريقيا والكاريبي والمحيط الهادئ | ?                    | ?                    |
|             | البنك الدولي للإنشاء والتعمير               | 5 سبتمبر 1957        | 27 ديسمبر 1945       |
|             | الاتحاد الدولي للاتصالات                    | 23 أكتوبر 1957       | 20 فبراير 1932       |
|             | البنك الإفريقي للتنمية                      | ?                    | ?                    |
|             | الفريق المعني برصد الأرض                    | ?                    | ?                    |
|             | يونسكو                                      | 26 نوفمبر 1956       | 1 يوليو 1955         |

## وصلات خارجية
- موقع وزارة الخارجية السودانية
- موقع وزارة الخارجية الإثيوبية